# El Jardín (Chiapas)
El Jardín es una localidad del estado mexicano de Chiapas. Es parte del municipio de Simojovel.

## Demografía
| Gráfica de evolución demográfica |
|                                  |

| Censo | Población |
| ----- | --------- |
| 1950  | 384       |
| 1960  | 417       |
| 1970  | 210       |
| 1980  | 859       |
| 1990  | 1 290     |
| 2000  | 1 793     |
| 2010  | 1 626     |
| 2020  | 2 984     |